# Mastro Gerardus
Mastro Gerardus (Reil, 1210/1215 – Colonia, 24/25 aprile 1271) è stato un architetto tedesco progettista e primo costruttore del duomo di Colonia.

## Cultura di massa
La morte di Mastro Gerardus, avvenuta sul cantiere del duomo la cui costruzione sovrintendeva, è all'origine delle vicende narrate ne Il diavolo nella cattedrale, romanzo d'esordio di Frank Schätzing del 1995.